# Gruczoły przedsionkowe większe

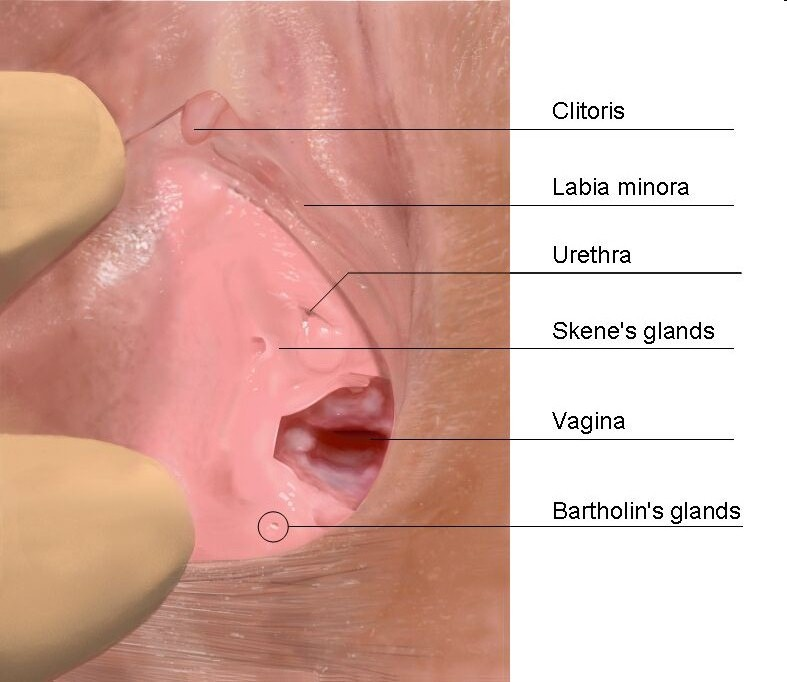
Gruczoły przedsionkowe większe (opisane Bartholin's glands)

Gruczoły przedsionkowe większe, gruczoły Bartholina (łac. glandulae vestibulares maiores, glandulae Bartholini) – w anatomii człowieka gruczoły leżące wewnątrz warg sromowych mniejszych, wytwarzające śluzową wydzielinę.
Znajdują się w środkowo-dolnej części warg sromowych mniejszych, objęte przez sploty naczyniowe. Ich przewody wyprowadzające uchodzą na ściankach bocznych przedsionka pochwy. W czasie podniecenia seksualnego gruczoły te wytwarzają śluz sprawiający, że wejście do pochwy staje się wilgotne i śliskie.
U mężczyzn odpowiednikiem są gruczoły Cowpera.

## Eponim
Gruczoły przedsionkowe większe po raz pierwszy zostały opisane w XVII wieku, przez duńskiego anatoma Caspara Bartholina Młodszego (1655–1738). Niektóre źródła błędnie przypisują ich odkrycie jego dziadkowi, teologowi i anatomowi Casparowi Bartholinowi Starszemu (1585–1629).